# Domenico Maria Salle
Domenico Maria Salle (auch: Sala) (* 5. September 1727 in Roveredo, Graubünden; † 26. Februar 1808 in Eichstätt) war der letzte Hofbaumeister des Hochstifts Eichstätt.

## Leben
Sein Vater war Giovanni Giuseppe Salle, der als „Aedilis“ (Zeremonienmeister) am Stuttgarter Hof tätig war. Er selbst arbeitete seit 1756 unter dem letzten Hofbaudirektor Maurizio Pedetti als „Ballier“ (Polier), ab 1762 als „Hofpalier“ und ab 1769 als Architekt im Dienst des Domkapitels von Eichstätt. Als Landbaumeister hatte er schadhaft gewordene Kirchen zu inspizieren, Gutachten zu schreiben, (Teil-)Abbrüche anzuordnen, Neubauten und vor allem Renovierungsarbeiten zu planen und zu leiten. An größeren Umbaumaßnahmen beschäftigten ihn vor allem Schloss Hirschberg und das ehemalige Jesuitenkolleg in Eichstätt. 
1765 heiratete er in Eichstätt (gemäß Eintrag in der Pfarrmatrikel der Marienpfarrei) Anna Maria Glezganin aus Ornbau; die Trauung fand in Mörsach bei Ornbau statt, wo er mit dem Bau des Kastenamtes beschäftigt war. Als die Säkularisation 1803 bis 1806 dem Fürstbistum und auch der Hofbautätigkeit ein Ende bereitete, war Salle in fortgeschrittenem Alter.

## Werke
- 1756–1758: Bergen, Wallfahrtskirche Hl. Kreuz, Umbau mit Martin Buchtler nach Plänen von Hofbaumeister Giovanni Domenico Barbieri
- 1756: Ellingen, Mitarbeiter Barbieris (unbekannte Baumaßnahmen)
- 1758: Berching, Kath. Stadtpfarrkirche Mariä Himmelfahrt (zusammen mit dem Hofpalier Christoph Köpf/Kopp)
- 1760/61: Kottingwörth, Kath. Pfarrkirche St. Vitus (als Palier unter der „Baudirektion“ des Hofbaumeisters Giovanni Domenico Barbieri)
- 1760–64: Schloss Hirschberg, Umbau unter dem Architekten Maurizio Pedetti
- 1764: Ornbau, Kastenamt, nach Plänen von Maurizio Pedetti (1860 restauriert; seit 1876 Schulhaus)
- 1770: Pleinfeld, Kirche St. Nikolaus, Restaurierungsspläne
- 1771/72: Lippertshofen, Kath. Kirche St. Georg, Neubau nach eigenen Plänen
- 1772–1774: Eichstätt, Collegium Willibaldinum, Ostflügelbau und Bau der südlichen Erweiterung
- 1775–1782: Oberhausen (bei Neuburg/Donau), Unterhausen, Kath. Kirche St. Pankratius
- 1783: Eichstätt, Bau seines eigenen Wohnhauses am Schießstättberg (heute Haus-Nr. 4)
- 1792: Egweil, Kath. Pfarrkirche St. Martin, Renovierung
- 1792: Wettstetten, Kath. Pfarrkirche St. Martin, Turmerneuerung (statt bisherige Schindeldeckung Wechsel zur Deckung mit grün glasierten Taschen)
- 1792: Arberg, Kath. Pfarrkirche St. Blasius, neue Weißdecke von Maurermeister Lorenz Antdrit (Arberg) und Anton Leitner unter der Leitung Salles
- 1793: Böhmfeld, Pfarrkirche St. Bonifatius, Langhausbau, Turm: Gesims und Helm
- 1793: Irgertsheim, Kath. Kirche St. Laurentius, Turmhelm-Erneuerung nach Plänen Salles
- 1793: Pettenhofen, Pfarr- und Wallfahrtskirche Mariä Geburt, Erneuerung der Turmkuppel
- 1798: Ochsenfeld, Pfarrhaus, Neubau (Maurer: Georg Salbeck, Breitenfurt)